# Hermann (auteur)
Pour les articles homonymes, voir Huppen et Hermann.
Hermann, de son vrai nom Hermann Huppen, né le 17 juillet 1938, à Bévercé (province de Liège), est un dessinateur et scénariste belge de bande dessinée. Il a reçu en 2016 le Grand prix de la ville d'Angoulême pour l'ensemble de sa carrière.

## Biographie
Hermann Huppen naît le 17 juillet 1938, à Bévercé, un petit village de la commune de Malmedy dans la région des Hautes Fagnes. Il passe sa jeunesse dans les Ardennes belges où il vit de près la contre-offensive allemande. Après un apprentissage en ébénisterie, il travaille quinze jours dans une ébénisterie avant d'aller chez un architecte. Il suit des cours du soir de dessin en architecture et en décoration à l'Académie des beaux-arts de Saint-Gilles.
À dix-huit ans, il part pour le Canada avec sa famille. Quatre ans plus tard, il décide de rentrer à Bruxelles. Son beau-frère est Philippe Vandooren, futur directeur éditorial de Dupuis. Il dirige alors une revue scoute (Plein Feu) à laquelle Hermann livre sa première histoire, Histoire en …able.
Engagé pour un essai dans le studio Greg, il réalise quelques-unes des Histoires de l’oncle Paul. À partir de 1966, Greg écrit pour Hermann la série Bernard Prince. Hermann réalise encore quelques Histoires vraies. Il dessine les deux premiers albums de la série Jugurtha. En décembre 1969 débute la publication de la série Comanche, qu'il réalise avec Greg dans Tintin.
Il commence en 1977 sa première série solo, Jeremiah, d'abord publiée par l’éditeur allemand Koralle et en Belgique par Novedi. La série est toujours en cours après avoir été reprise par Dupuis. Accaparé par Jeremiah, Hermann abandonne rapidement Bernard Prince qui est repris par Dany. De 1980 à 1983, il illustre Nic, une série publiée dans Spirou, scénarisée par Morphée (de son vrai nom Philippe Vandooren). En 1982, il réalise La Cage et la même année, il abandonne la série Comanche qui est reprise plus tard par Michel Rouge. En 1984, il s'écarte momentanément de Jeremiah pour créer Les Tours de Bois-Maury, une fresque médiévale. Il réalise en 1991 son premier one shot, Missié Vandisandi, sur l’Afrique coloniale. En 1995 il publie Sarajevo-Tango, un album engagé né de son indignation à propos du siège de Sarajevo. En 1997, il réalise un nouveau one shot, Caatinga, qui se déroule dans le Nordeste brésilien des années 1930. La même année, les éditions Mosquito publient une monographie à son sujet. En 1999, il renoue avec le western dans On a tué Wild Bill. En 2000, avec Jean Van Hamme, il réalise Lune de guerre et, sur un scénario de son fils (Yves H.), il dessine Liens de sang, lequel constitue, dans l'œuvre du duo père-fils, le premier album d'une « trilogie USA ».
Finaliste du Grand Prix de la ville d'Angoulême en 2015, il est élu Grand Prix en 2016, confirmant ainsi son influence chez nombre de ses pairs. Alors âgé de 77 ans, il en devient le lauréat le plus âgé. De 2017 à 2023, il anime Duke, un western écrit par son fils qui compte 7 volumes publiés aux éditions Le Lombard,. Il signe un seizième et ultime épisode de sa saga médiévale avec L'Homme à la hache, publié simultanément dans les collections « Vécu » et « 24X32 » en 2021.
En 2023, il livre le 40e tome de Jeremiah et il contribue au Tintin numéro spécial 77 ans. L'année suivante, il sort le premier tome d'une série historique, Brigantus, sur un scénario de son fils, aux éditions Lombard. Le deuxième volet intitulé Le Picte sort en 2025.

## Œuvres

### One shots
- Les Dalton, Bédéscope, Bruxelles, 1980
Scénario : Yves Duval, Jean-Claude Pasquiez et Pierre Step - Dessin : Hermann - Couleurs : noir et blanc
- Alerte aux pirates, Bédéscope, Bruxelles, 1980
Scénario : Yves Duval, Jean-Claude Pasquiez et Pierre Step - Dessin : Hermann - Couleurs : noir et blanc
- L'Étoffe d'un crac, Bédéscope, Bruxelles, 1984
Scénario : Greg - Dessin : Hermann,album publicitaire.
- Abominable[55], Glénat, coll. « Caractère », Grenoble, octobre 1988
Scénario, dessin et couleurs : Hermann -  (ISBN 2-7234-0987-2)
- Missié Vandisandi[56], Dupuis, coll. « Aire libre », Marcinelle, juin 1991
Scénario, dessin et couleurs : Hermann -  (ISBN 2-8001-1846-6)
- 6 000 pieds, Gibraltar, 1993
Scénario : Yves Duval, Jean-Claude Pasquiez, Pierre Step - Dessin : Hermann
- Billy the Kid, Gibraltar, 1993
Scénario : Yves Duval, Pierre Step - Dessin : Hermann
- Barney Jordan, Gibraltar, 1993
Scénario : Yves Duval, Greg - Dessin : Hermann
- Le Secret des hommes-chiens, Dupuis, Marcinelle, 1995
Scénario : Yves H. et Hermann - Dessin : Yves H. - Couleurs : Hermann
- Sarajevo-Tango[57], Dupuis, coll. « Aire libre », Marcinelle, 1995
Scénario, dessin et couleurs : Hermann -  (ISBN 2-8001-2269-2)
- Caatinga[58], Le Lombard, coll. « Signé », Bruxelles, 1997
Scénario, dessin et couleurs : Hermann -  (ISBN 2-8036-1235-6) — Réédition en 2008[59] (ISBN 978-2-8036-2469-0).
- On a tué Wild Bill, Dupuis, coll. « Aire libre », Marcinelle, 1999
Scénario, dessin et couleurs : Hermann
- Lune de guerre, Dupuis, coll. « Aire libre », Marcinelle, 2000
Scénario : Jean Van Hamme - Dessin et couleurs : Hermann
- Liens de sang, Le Lombard, coll. « Signé », Bruxelles, 2000
Scénario : Yves H. - Dessin et couleurs : Hermann
- Manhattan Beach 1957[60], Le Lombard, coll. « Signé », Bruxelles, 2002
Scénario : Yves H. - Dessin et couleurs : Hermann -  (ISBN 2-8036-1809-5)
- Héros et Bovins[61], Mosquito, Saint-Egrève, novembre 2002
Scénario :   - Dessin et couleurs : Hermann -  (ISBN 2-908551-51-9)
- Zhong Guo[62], Dupuis, coll. « Aire libre », Marcinelle, 2003
Scénario : Yves H. - Dessin et couleurs : Hermann
- 17. Les Meilleurs Récits de… Hermann[63], Loup, Andoy, 2004
Scénario : Yves Duval - Dessin : Hermann - Couleurs : noir et blanc -  (ISBN 2-930283-78-5)
- The Girl from Ipanema, Le Lombard, coll. « Signé », Bruxelles, 2005
Scénario : Yves H. - Dessin et couleurs : Hermann
- Sur les traces de Dracula : Vlad l'Empaleur[64], Casterman, coll. « Un monde », Bruxelles, 2006
Scénario : Yves H. - Dessin et couleurs : Hermann
- La Vie exagérée de l'homme nylon[65],[66], Le Lombard, Bruxelles, février 2007
Scénario : Hans-Michael Kirstein - Dessin : Hermann - Couleurs : Sibin Slavkovic -  (ISBN 978-2-8036-2241-2)
- Afrika[67], Le Lombard, coll. « Signé », Bruxelles, novembre 2007
Scénario, dessin et couleurs : Hermann -  (ISBN 978-2-8036-2329-7)
- Le Diable des sept mers, Dupuis, coll. « Aire libre », Marcinelle, 2 tomes, 2008-2009
Scénario : Yves H. - Dessin et couleurs : Hermann
- Une nuit de pleine Lune[68],[69], Glénat, coll. « Grafica », Grenoble, 2011
Scénario : Yves H. - Dessin : Hermann - Couleurs : Sébastien Gérard -  (ISBN 978-2-7234-8054-3)
- Retour au Congo, Glénat, coll. « Caractère », Grenoble, 2013
Scénario : Yves H. - Dessin et couleurs : Hermann
- Station 16[70], Le Lombard, coll. « Signé », Bruxelles, 2014
Scénario : Yves H. - Dessin et couleurs : Hermann -  (ISBN 978-2-8036-3436-1)
- Abominable, Glénat, Grenoble, 2014
Scénario, dessin et couleurs : Hermann — réédition augmentée.
- Sans pardon[71], Le Lombard, coll. « Signé », Bruxelles, 2015
Scénario : Yves H. - Dessin et couleurs : Hermann -  (ISBN 978-2-8036-3495-8)
- Old Pa Anderson[72],[73], Le Lombard, coll. « Signé », Bruxelles, 2016
Scénario : Yves H. - Dessin et couleurs : Hermann -  (ISBN 978-2-8036-3669-3)
- Le Passeur, Dupuis, coll. « Aire libre », 2016
Scénario : Yves H. - Dessin et couleurs : Hermann

## Réception

### Distinctions
- 2009 :  Chevalier des Arts et des Lettres, République Française

### Prix et récompenses
- 1970 :  prix Phénix[1], pour Bernard Prince ;
- 1973 :  prix Saint-Michel du meilleur dessinateur réaliste pour Les Loups du Wyoming (Comanche, t. 3)[79] ;
- 1980 :  prix Saint-Michel[1] du meilleur scénario réaliste pour La Nuit des rapaces (Jeremiah, t. 1) ;
- 1984 :  Aix-en-Provence[1], pour l’ensemble de son œuvre ;
- 1987 :  Maîtrise d’honneur au festival de BD à Sierre[1] ;
- 1989 :  Meilleur graphisme décerné par le festival de Solliès-Ville[1] ;
- 1992 : 
  -  prix Haxtur de la meilleure histoire longue et du « finaliste ayant reçu le plus de votes » pour Les Tours de Bois-Maury ;
  -  Lys-lez-Lannoy[1] - Meilleur dessinateur ;
- 1993 :  prix du meilleur dessin[80] de la Chambre belge des experts en bande dessinée ;
- 1995 :  Grand Prix décerné par le festival international de la bande dessinée de Durbuy[1] pour Sarajevo Tango ;
- 1996 : 
  -  prix Oesterheld décerné à Rome[1] pour Sarajevo Tango pour son caractère humaniste.
  -  prix Bédésup[81] pour Sarajevo-Tango ;
- 1997 :  Grand Prix du festival de Solliès-Ville[82] pour Caatinga ;
- 1998 :  prix du meilleur album au festival international de la bande dessinée de Chambéry pour Assunta[83],[84] ;
- 1999 :  prix du meilleur scénario[80] de la Chambre belge des experts en bande dessinée pour On a tué Will Bill ;
- 2001 :  prix Haxtur[1] du meilleur dessin pour On a tué Will Bill ;
- 2002 :  Grand Prix Saint-Michel[1], pour l'ensemble de son œuvre ;
- 2008 :  prix Marlysa, décerné lors du Festival international de la bande dessinée de Chambéry - prix coup de cœur pour Afrika[84] ;
- 2009 :  Grand prix Diagonale du jury pour l'ensemble de son œuvre[85] ;
- 2011 :  prix Haxtur[1] de l'« auteur que nous aimons », pour l'ensemble de sa carrière ;
- 2012 : 
  -  Gran Guinigi[1], prix du maître en bande dessinée ;
  -  prix Sang 9 de la BD au Festival international du film policier de Liège pour Une nuit de pleine lune ;
  -  prix pour l’ensemble d’une œuvre, décerné lors du Festival international de la bande dessinée de Chambéry[86] ;
- 2016 : 
  -  Grand Prix de la ville d'Angoulême[1], pour l'ensemble de son œuvre ;
  -  prix de la Ville de Moulins « meilleure illustration » décerné lors du Festi BD de Moulins pour Old Pa Anderson[87] ;
- 2018 : Festival Art Bubble de Aarhus, Hanne Hansen Award ;
- 2019 :  prix Adamson international, pour l'ensemble de son œuvre[88].

### Postérité
En 2021, le site BD Gest' le fait entrer dans le panthéon de la BD par le Hall of Fame franco-belge.

#### Livres
: document utilisé comme source pour la rédaction de cet article.
- Jean Van Hamme, Introduction à la bande dessinée belge, Bruxelles, Bibliothèque royale de Belgique, 1968, 80 p., ill. ; 26 cm (lire en ligne), p. 26-27[catalogue] publié à l'occasion de l'exposition La bande dessinée en Belgique, Bibliothèque Albert Ier, [Bruxelles], du 29 juin au 25 août 1968.
- Danny De Laet et Yves Varende, Au-delà du septième art : histoire de la bande dessinée belge, Bruxelles, Ministère des affaires étrangères, du commerce extérieur et de la coopération au développement, coll. « Chroniques belges » (no 322), 1979, 302 p., ill. ; 22 cm (OCLC 301693218, présentation en ligne).
- Hermann (int. Thierry Groensteen), Hermann, éditions Alain Littaye, 1982.
- (fr + nl) Johan Severs, Inside, Coxyde, Comic! Events, 1995, 54 p., ill. (présentation en ligne).
- Jean-Louis Lechat, Un demi-siècle d’aventures t. 2 : 1970 - 1996, Bruxelles, Le Lombard, 5 décembre 1996, 224 p., ill. ; 31 cm (ISBN 280361233X, OCLC 37995939, BNF 37539082, présentation en ligne), p. 10, 16, 17, 49, 73, 192, 200.
- Jean-François Douvry, Michel Jans et Serge Buch, Hermann, une monographie, Saint-Egrève, Mosquito, novembre 1997, 144 p. (ISBN 9782908551167 et 2-908551-16-0, OCLC 406036767, présentation en ligne)
- Jean Pirotte (dir.) et Luc Courtois, Du régional à l'universel. : L'imaginaire wallon dans la bande dessinée., Louvain-la-Neuve, Fondation wallonne Pierre-Marie et Jean-François Humblet, 1999, 310 p. (ISBN 978-2-9600072-3-7 et 2960007239, OCLC 1075833932), p. 231 lire sur Google Livres
- Olivier Cassiau, Sur la terre ferme avec Hermann, Petit à petit, 2003
- Jacques Fiérain, « Hermann », dans La BD à Bruxelles et en Brabant, Charleroi, Éd. l'Âge d'or, avril 2003, 144 p., ill. ; 31 cm (ISBN 9782960119664 et 2960119665, OCLC 470388171, présentation en ligne), p. 74. .
- Patrick Gaumer, « Hermann », dans Dictionnaire mondial de la BD, Paris, Larousse, 2010, 953 p., ill. ; 27 cm (ISBN 978-2-0358-4331-9 et 2-0358-4331-6, OCLC 920924930, présentation en ligne), p. 415-416. .
- Philippe Tomblaine, Hermann : l'encre noire du Sanglier des Ardennes, PLG ((FIBD) - février 2017).

#### Périodiques
- Jean-Pol Stercq, « La Galerie-photo de Tintin », Tintin, Le Lombard, no 4,‎ 1973.
- « Reward : Hermann », Tintin, Le Lombard, no 11,‎ 15 mars 1977.
- Hermann (int. Patrick Weber), Vécu no 27, 1987.
- Hermann (int. Pascal Moran), Vécu no 34, 1988.
- Hermann (interviewé par Christelle et Bertrand Pissavy-Yvernault), « Les invités : Hermann : tout pour la narration », La Lettre - L'officiel de la bande dessinée, Dargaud, no 23,‎ mai - juin 1995, p. 18-19.
- Schtroumpf – Les Cahiers de la bande dessinée no 44, Glénat, 1980
- SWOF no 20 /21, interview Hermann, 1996
- Hermann (interviewé par Axel Henry et Nicolas Warzstacki), « Entretien avec Herman », L'Indispensable, no 1,‎ juin 1998, p. 57-62
- Hermann (interviewé par Jean-Marc Vidal), « Hermann, le sanglier des Ardennes », BoDoï, LZ publications, no 10,‎ 26 juin 1998
- Franck Aveline et Bruno Canard, « Hermann : Éloge de la précision », L'Indispensable, Bananas BD, no 4,‎ octobre 1999, p. 29-32
- Renaud Chavanne, « La Monographie Hermann de Mosquito », Critix, Bananas BD, no 8,‎ hiver 1998-1999, p. 44-56
- dBD no 15, dossier Hermann, 2002
- Yves H. et Hermann (int. par Nicolas Pothier), « Mi-Hermann, Missouri », BoDoï, no 54,‎ juillet 2002, p. 18.
- Hermann (interviewé), Mathieu Lauffray (interviewé) et Frédéric Bosser, « Hermann, Lauffray : à l'assaut des galions », dBD, no 27,‎ octobre 2008, p. 26-32.
- Hermann, invité d'honneur du festival de Solliès-Ville
- La Cité des bulles no 1, Hermann à cœur ouvert
- Dany, Hermann, Bob de Groot, Anne-Marie De Coster (interviewé par Frédéric Bosser), « Les 4 as », dBD, no 106,‎ septembre 2016, p. 46-49 (ISSN 1951-4050)
- Jean-Pierre Fuéri et Frédéric Vidal, « Dossier Hermann », Casemate, no 99,‎ janvier 2017.
- Festival international de la bande dessinée d'Angoulême, Hermann le naturaliste de la bande dessinée , 9art+ édition, 2017.

#### Articles
- Hermann et Yves H. (interviewés par Charles-Louis Detournay), « Hermann et Yves H. : « Nous pourrions continuer Bernard Prince … ou Comanche », ActuaBD,‎ 23 octobre 2010 (lire en ligne, consulté le 3 juillet 2023).
- Hermann et Yves H. (interviewés par Philippe Tomblaine), « « Le Passeur » par Hermann et Yves H. », BDzoom,‎ 17 novembre 2016 (lire en ligne, consulté le 15 août 2022).

### Vidéographie
- [vidéo] « Hermann interview "Liège, terre de BD", festival international de la BD de Liège, 24e édition (2017) », sur YouTube
- [vidéo] « Émission BD - KABOOM! #36 - Hermann, le sanglier des Ardennes. », sur YouTube, présentation Thibaut Fontenoy, diffusée sur RTL TVI le 23 mai 2017, (17 min 3 s).